# Dilortomaeus angolensis
Dilortomaeus angolensis är en skalbaggsart som beskrevs av Bordat 1994. Dilortomaeus angolensis ingår i släktet Dilortomaeus och familjen Aphodiidae. Inga underarter finns listade i Catalogue of Life.